# Співаківка (Щастинський район)
Співакі́вка — село в Україні, у Новоайдарській селищній громаді Щастинського району Луганської області. Населення становить 595 осіб.
На західній околиці села знаходиться ботанічна пам'ятка природи місцевого значення «Співаківська».
Мешканець села тримає равликову ферму(рос.)

Ось фрагмент з щоденникових записів академіка Гільденштедта від 31 серпня 1774, коли він проїздив цими місцями 

| ...на обох берегах Айдару розташувалася однодворська слобода Новий-Айдар, в 8-ми верстах вище її малоросійська власницька слобода Генералівка або Венделівка (Wendelofka), а ще в 5-ти верстах вище – однодворська слобода Співаківка або Заводівка, куди в 1759 році були також переведені однодворці з села Співаківки або Заводівки Ізюмської провінції... |

## Населення
За даними перепису 2001 року населення села становило 595 осіб, з них 16,3% зазначили рідною українську мову, а 83,7% — російську.

## Світлини

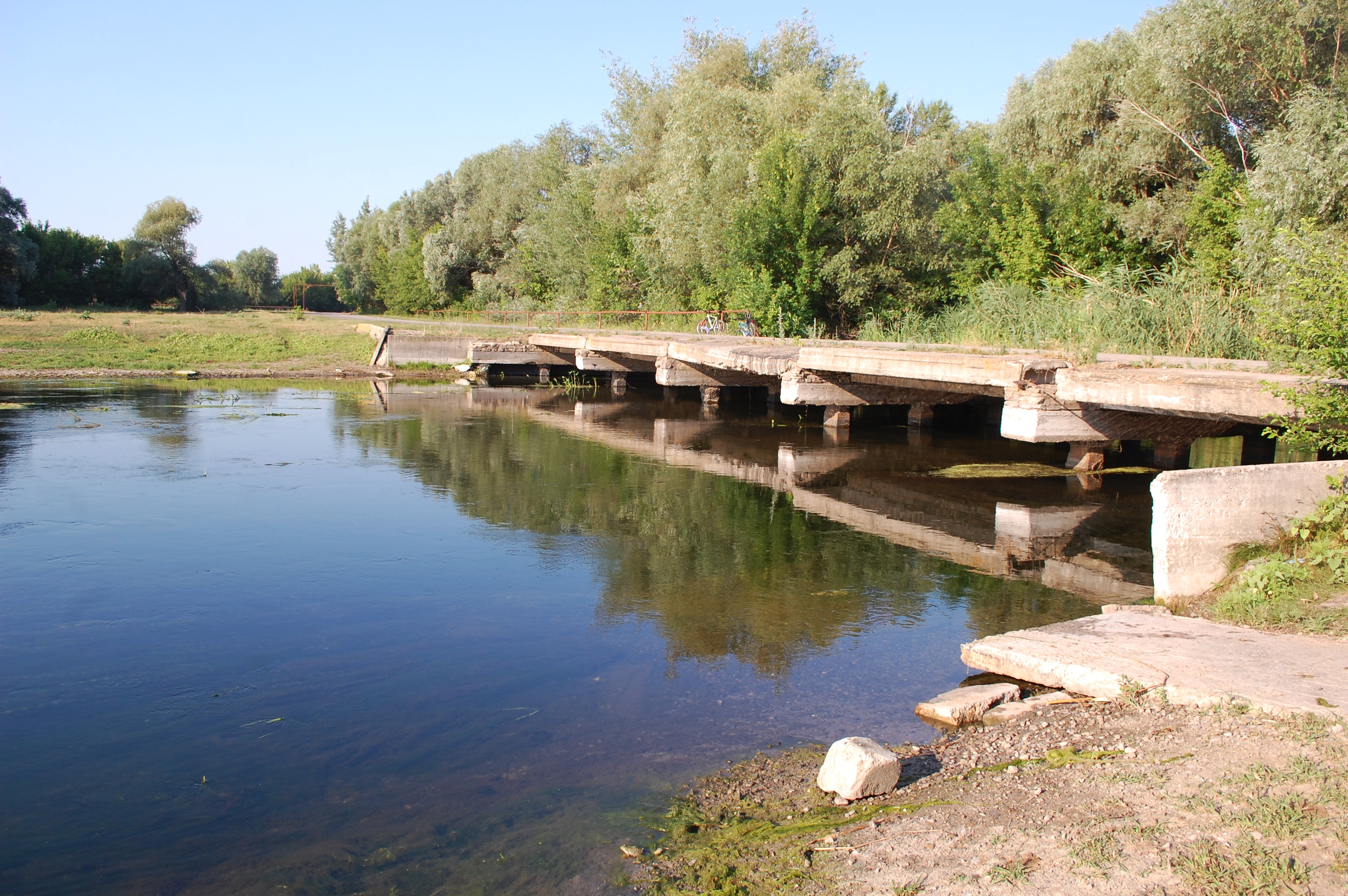
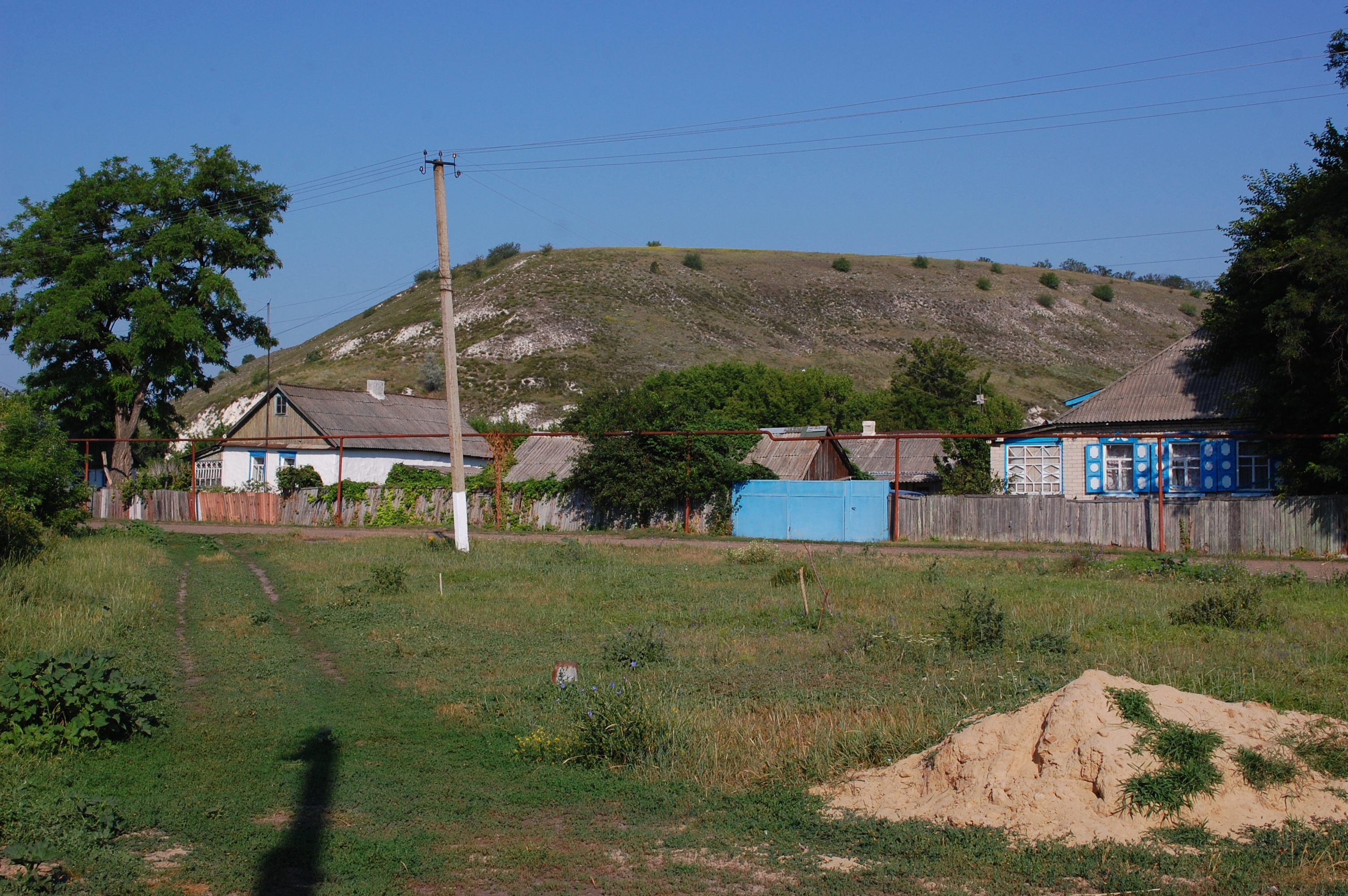
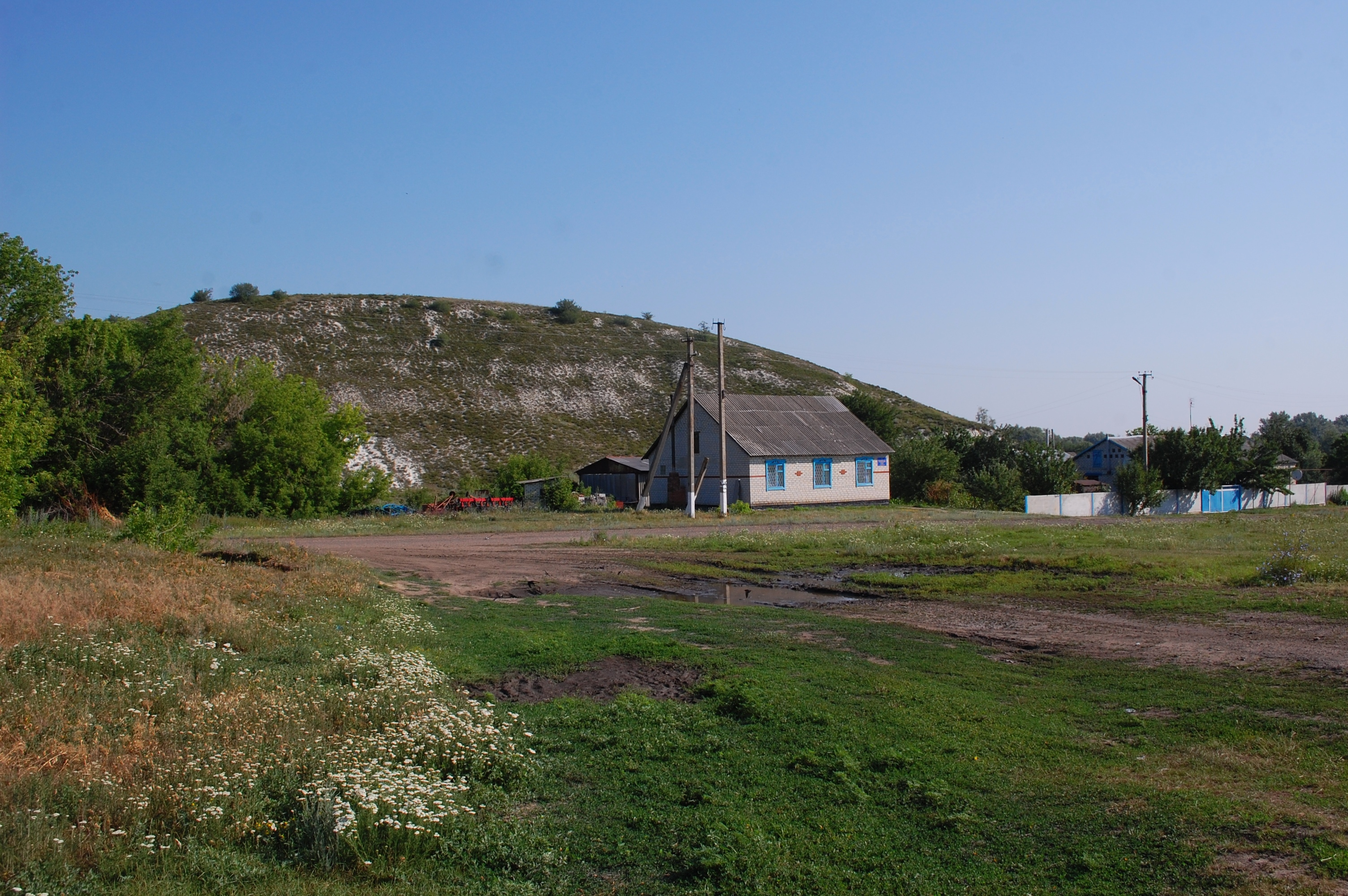
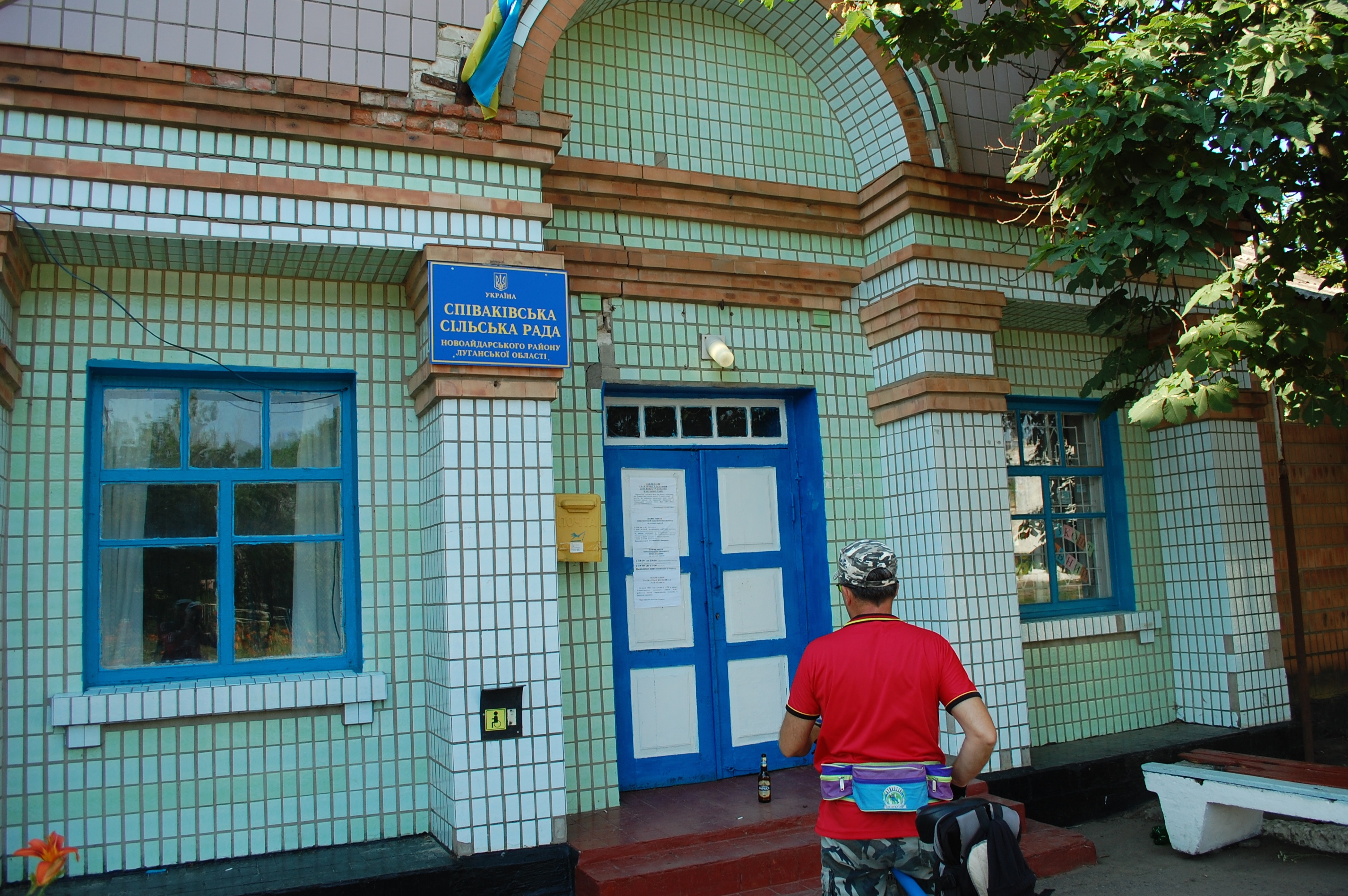
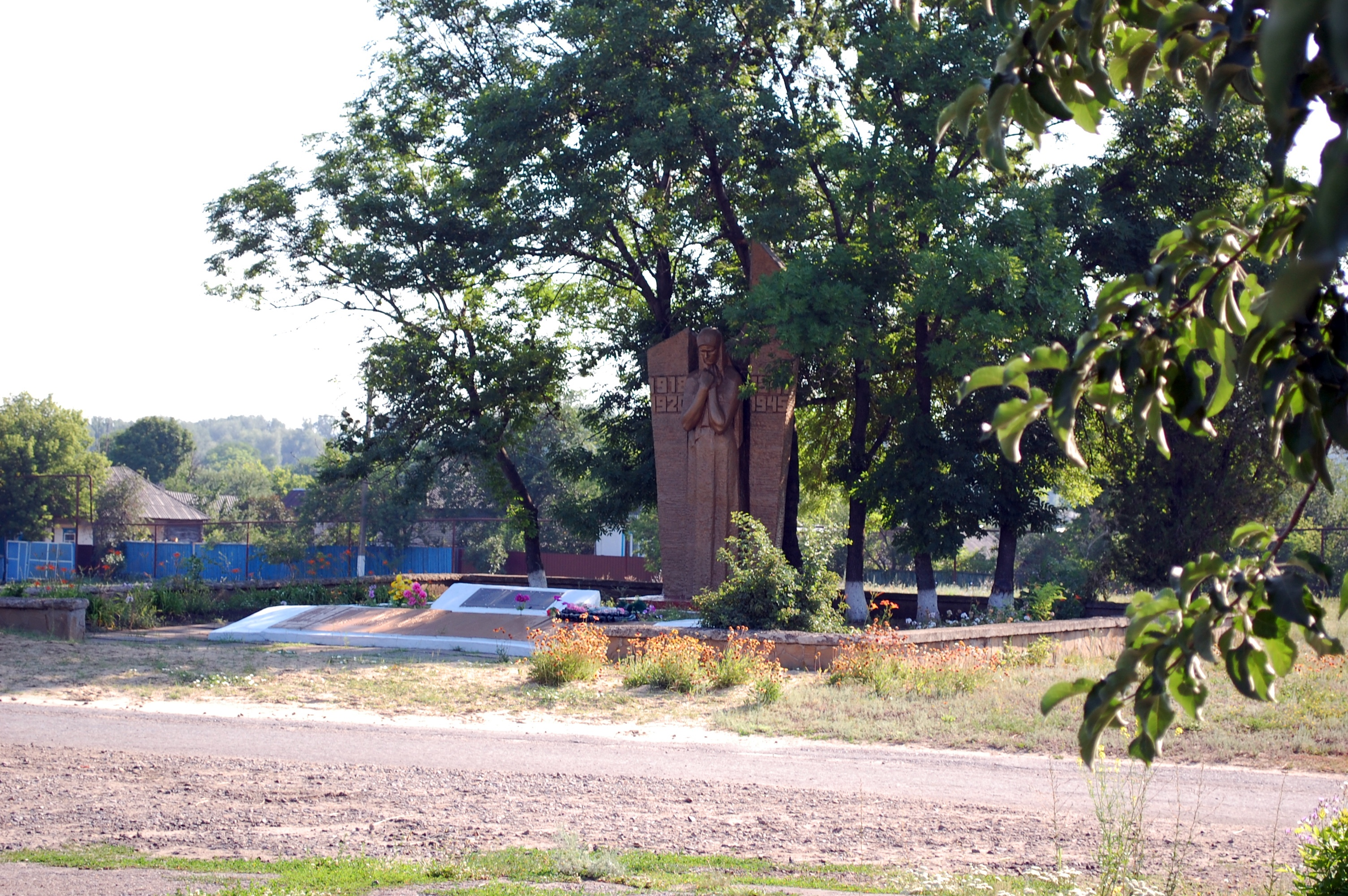
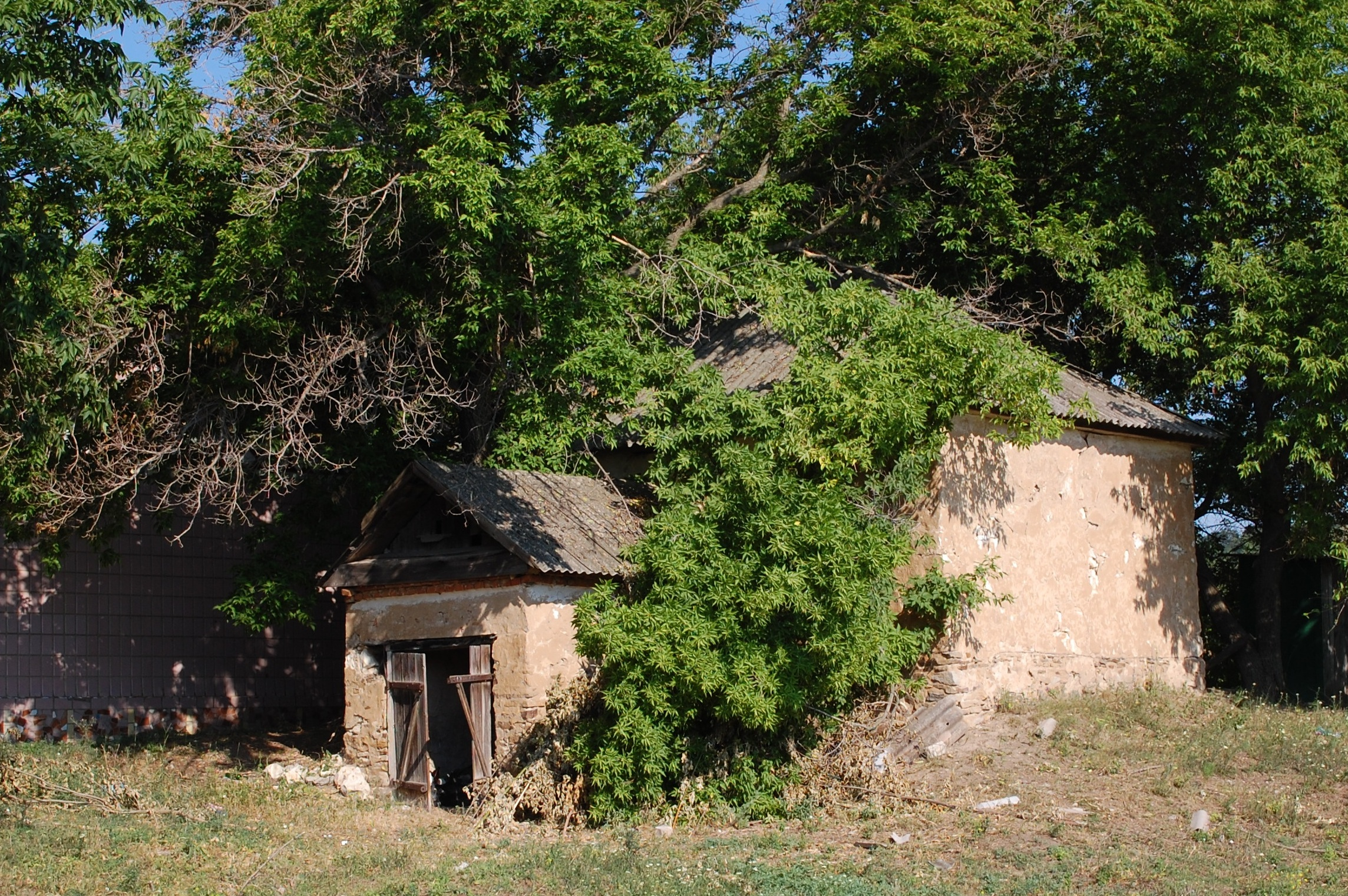
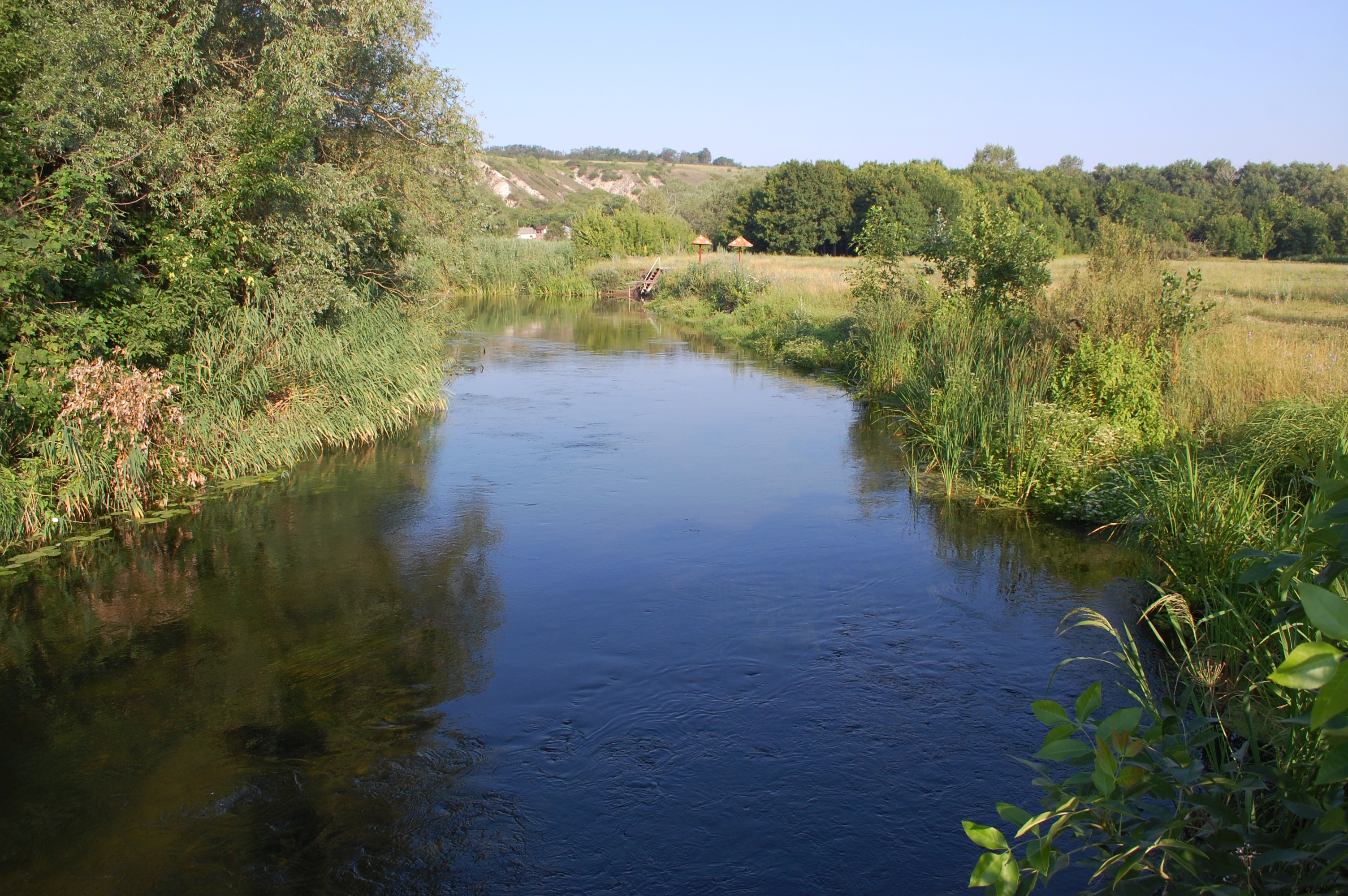
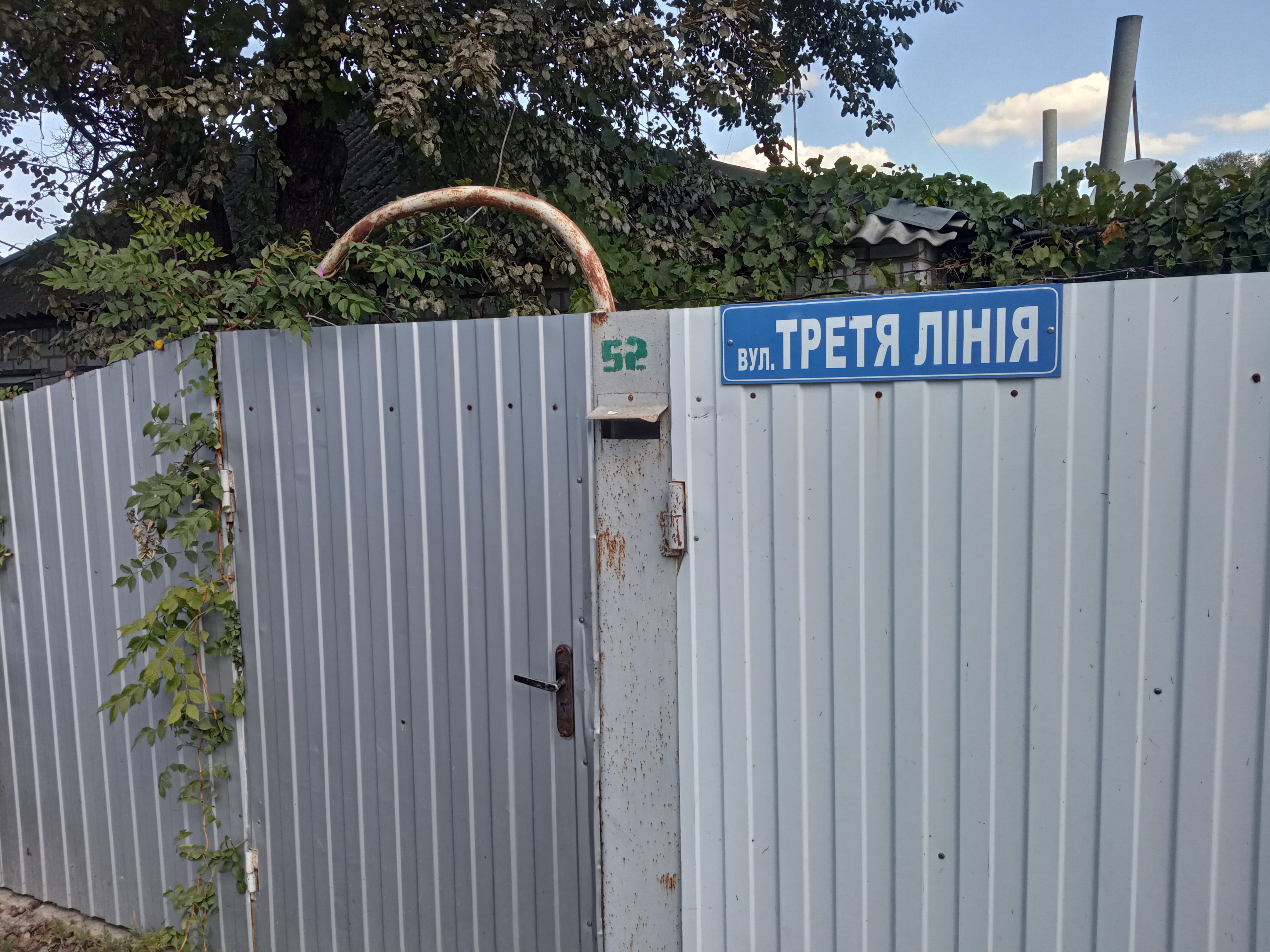
вулиця 3-я лінія
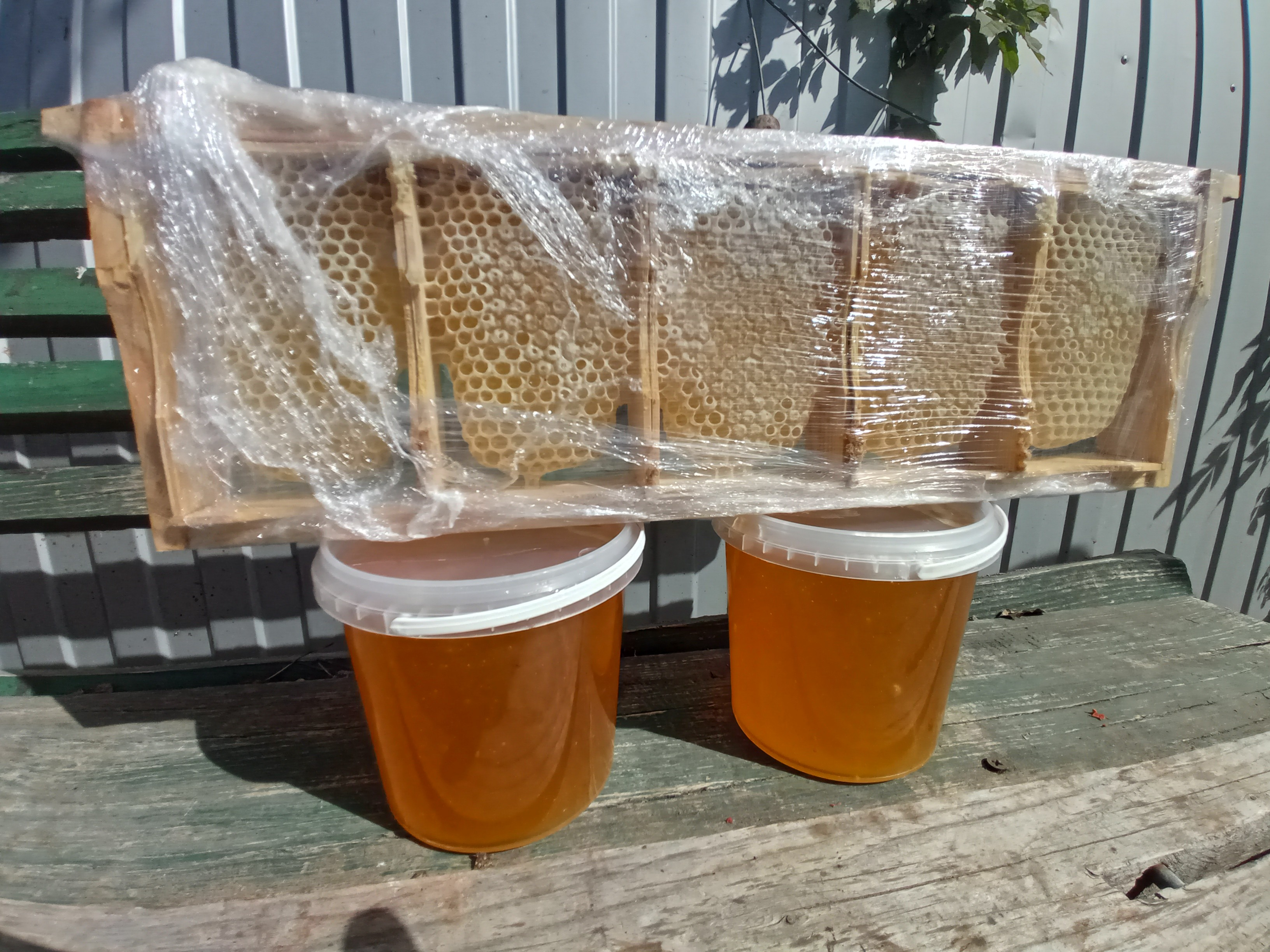
Мед зі Співаківки